# Legge del ritorno
La legge del ritorno (in ebraico: חֹוק הַשְׁבוּת, ḥok ha-shvūt), è una legge dello Stato di Israele, promulgata dalla Knesset il 5 luglio 1950 (data ebraica: 20 Tammuz 5710), assieme alla legge sulla cittadinanza.
Essa ha abrogato le norme fissate dal cosiddetto "libro bianco", pubblicato dalle autorità britanniche durante il periodo del mandato britannico della Palestina e che, tra le altre cose, conteneva limitazioni all'immigrazione ebraica. La nuova legge garantisce la cittadinanza israeliana a ogni persona di discendenza ebraica del mondo, purché si trasferisca in Israele con l'intenzione di viverci e di rimanervi e a condizione, se ancora in età, di compiere il servizio militare, della durata di tre anni per i maschi e di due per le femmine.